# The Spectre of the Real
The Spectre of the Real is een kort verhaal uit 1893 van de Engelse schrijver Thomas Hardy, dat hij schreef in samenwerking met Florence Henniker. De ondertitel van het verhaal luidt An end-of-the-century Narrative.
Florence Henniker (1855 - 1923) was zelf schrijfster en had enige verhalenbundels en romans gepubliceerd, die destijds goed werden ontvangen. Toen hun samenwerking aan dit verhaal begon, kende hij haar nog pas een paar maanden en er was sprake van wederzijdse bewondering. In het geval van Hardy was er aanvankelijk zelfs meer dan dat, maar zij deelde die gevoelens niet en er ontstond een langdurige vriendschap tussen de twee.
Duidelijk is dat de intrige van deze vertelling werd opgezet door Hardy zelf. Het verhaal kent diverse elementen die ook in andere verhalen van de schrijver voorkomen: onderdrukte passie, een ongelijkwaardig huwelijk, de onverwachte terugkeer van een verloren gewaande echtgenoot, een dood door middel van verdrinking, een zelfmoord.
Aangezien er geen manuscript bewaard is gebleven is niet geheel duidelijk wat ieders inbreng in het verhaal was, al is uit de wel bewaard gebleven correspondentie tussen de twee op te maken dat het leeuwendeel van het verhaal door Hardy werd geproduceerd en zij vooral details toevoegde over elementen waar de schrijver meende dat zij daar meer van wist.
Het verhaal werd niet opgenomen in een van de vier verhalenbundels van Hardy. Het werd, samen met andere niet eerder gebundelde verhalen, opgenomen in de in 1992 uitgebrachte verzameling The Excluded and Collaborative Stories, onder redactie van Pamela Dalziel. Zoals de titel van deze uitgave aangeeft gaat het hierbij niet alleen om de niet eerder gebundelde verhalen, maar ook vertellingen die de schrijver produceerde in samenwerking met anderen, onder wie naast Henniker ook zijn tweede vrouw Florence Dugdale.

## Het verhaal
Rosalys Ambrose is hevig verliefd op de jonge militair Jim Durrant en zij ontmoet hem buiten het medeweten van haar moeder af en toe in de tuin van het landhuis waar zij woont. Zij vertelt hem dat zij binnenkort met haar moeder voor enige tijd naar Londen gaat en vraagt hem om tijdens zijn verlof in de periode voor hij moet afreizen naar Birma, ook daarheen te komen. Hij zegt dat toe, onder voorwaarde dat zij daar in het geheim met hem wil trouwen, waar zij in haar passie in toestemt.

Aldus geschiedt en de twee trouwen in een achterafgelegen kerk in Londen, waarna zij elkaar heimelijk op diverse plaatsen ontmoeten. De eerste hartstocht verbleekt echter al na enkele weken, de relatie bekoelt en maakt plaats voor spijt voor de overhaaste beslissing. Uiteindelijk terug in Ambrose Towers volgt nog een laatste ontmoeting voor Jim zal vertrekken. Hij zegt toe haar vrij te laten om te doen wat zij wil: niemand zal immers ooit te weten komen dat zij heimelijk zijn getrouwd in een obscure kerk waarvan nooit iemand de trouwregisters zal naslaan.
Ruim zeven jaren verlopen en Rosalys heeft een relatie aangeknoopt met de goede Lord Pankhurst, met wie zij binnenkort in het huwelijk zal treden. Op de avond voor de grote dag dineren zij bij kolonel Lacy, een oom van Lord Pankhurst. Een van de gasten blijkt een toevallig uitgenodigde kennis, Jim Durrant. Hij weet de ontstelde Rosalys te bewegen tot een nachtelijke ontmoeting diezelfde avond. Thuisgekomen begint zij aan een brief aan haar aanstaande echtgenoot om de zaak uit te leggen, maar voor ze die zware taak weet te volbrengen kondigt Jim zich aan. Een indringend gesprek volgt, waarna Jim het zo ver weet te krijgen dat hij met haar het huis in gaat, waarna hij na ruim drie uur vertrekt. Bij het afscheid laat hij zich de naam ontglippen van een zekere Melanie, waarop hij bekent dat zij een Française is die hij ergens heeft opgepikt en die fungeert als zijn vrouw. Rosalys schrijft die nacht alsnog de brief aan Pankhurst. Als zij de volgende dag uitrijdt blijkt er grote commotie als duidelijk wordt dat er iemand is verdronken in een nabijgelegen meer. Het is Jim Durrant, die zich kennelijk vergist heeft in de eens vertrouwde maar inmiddels gewijzigde indeling van het park. Zijn vrouw Melanie is inmiddels onderweg vanuit Londen. Rosalys verbrandt de brief aan Lord Pankhurst en beleeft in verdwaasde toestand haar huwelijksvoltrekking. Het paar reist nog dezelfde dag af naar Dover om vervolgens op huwelijksreis te gaan naar Frankrijk. De volgende dag echter staat het bericht in de kranten dat Lord Pankhurst zich in een hotel in Dover om onbekende redenen van het leven heeft beroofd.